# Altenaffeln
Altenaffeln ist ein dörflich geprägter Stadtteil von Neuenrade im Märkischen Kreis in Nordrhein-Westfalen. Bis 1974 bildete Altenaffeln eine Gemeinde im damaligen Kreis Arnsberg.

## Geographie
Das Dorf Altenaffeln ist der östlichste Stadtteil von Neuenrade und liegt geographisch in den Sauerländer Senken. Altenaffeln ist von mehreren zwischen 400 und 500 Meter hohen Bergen umgeben. Die Gewässer Mühlmke und Wellingse fließen am Dorf vorbei.

## Geschichte
Die erste urkundliche Erwähnung Altenaffelns stammt aus dem Jahr 1313. Historisch gehörte Altenaffeln zum Amt Balve des Herzogtums Westfalen und seit 1817 zum Kreis Arnsberg in der preußischen Provinz Westfalen. Am 1. Januar 1975 wurde die Gemeinde durch das Sauerland/Paderborn-Gesetz in die Stadt Neuenrade eingegliedert.

## Einwohnerentwicklung
| Jahr | Einwohner | Quelle |
| ---- | --------- | ------ |
| 1871 | 370       | [ 4 ]  |
| 1885 | 361       | [ 5 ]  |
| 1910 | 317       | [ 6 ]  |
| 1925 | 362       | [ 7 ]  |
| 1939 | 403       | [ 7 ]  |
| 2017 | 510       | [ 1 ]  |

## Sport
Der lokale Sportverein ist der SC Altenaffeln.

## Verkehr
Altenaffeln ist durch Buslinien der Märkischen Verkehrsgesellschaft mit der Kernstadt Neuenrade sowie mit der Stadt Plettenberg verbunden. Aus dem Dorf führen Landstraßen Richtung Neuenrade, Richtung Balve, Richtung Sundern und Richtung Plettenberg.